# Hehlo
Hehlo, auch Hailoh, war ein Längenmaß auf Sumatra.
- 1 Hehlo = 2 Etto = 4 Junkal = 8 Tempo = 1 Yard = 0,914 Meter
- 2 Hehlo = 1 Deppo/Depoh
- 4 Hehlo = 1 Tung